# Mellisa Hollingsworth
Mellisa Hollingsworth (Eckville, 4 ottobre 1980) è una skeletonista canadese.
Gareggia dal 1995. All'Olimpiade di Torino 2006 ha vinto la medaglia di bronzo nello skeleton femminile. In carriera vanta anche due argenti e tre bronzi ai Mondiali e due Coppe del Mondo.

## Palmarès

### Olimpiadi
- 1 medaglia:
  - 1 bronzo (skeleton a Torino 2006)

### Campionati Mondiali
- 5 medaglie:
  - 2 argenti (skeleton a Igls 2000; skeleton a Lake Placid 2012)
  - 3 bronzi (skeleton e squadre miste a Königssee 2011; squadre miste a Lake Placid 2012)

### Coppa del Mondo
- 2 trofei assoluti (stagioni 2005-2006 e 2009-2010)